# 長崎大学病院
長崎大学病院（ながさきだいがくびょういん、英語: Nagasaki University Hospital）は、長崎県長崎市坂本にある大学病院。医学部と歯学部の附属病院である長崎大学医学部・歯学部付属病院から改称。長崎県内にある唯一の大学病院である。2014年の患者数は、医科外来303,453名、歯科外来100,364名、医科入院263,869名、歯科入院7,958名である。

## 沿革

### 江戸時代
- 1857年（安政4年）
  - 11月12日（陰暦9月26日） - 長崎奉行所西役所（現長崎県庁所在地）に医学伝習所が開設される。
    - ポンペが海軍伝習の一環として西洋医学の講義を開始。
    - 松本良順、司馬凌海を含む12名[注釈 1]が伝習生となる。
    - 長崎大学医学部は、この日9月26日を開校記念日としている[注釈 2]。

  - この後、伝習生が増加したため、大村町（現 江戸町・万才町）11番地の高島秋帆邸内の西北隅の一屋（現 長崎地方裁判所あたり）に移転し、大村町医学伝習所と改称。
  - ポンペ、大村町医学伝習所で初めて公開の種痘を行う。小児8名に実施。
  - ポンペ、大村町医学伝習所に「舎密（せいみ）試験所」を開設し、上野彦馬が入門する。
- 1859年（安政6年）
  - 8月13日 - ポンペ、許可を得て3日間、西坂刑場で死刑囚の死体解剖実験を実施。受講生は46名、シーボルトの娘イネも参加。
- 1860年（万延元年）
  - 4月8日 - ポンペが病院建設を要請。病院の名称が養生所に決定。
  - 5月24日 - 代官高木作右衛門忠知が下長崎村小島[注釈 3]。郷大字佐古（現 長崎市西小島 長崎市立佐古小学校）の畑地425坪を建設地に決定し、養生所を着工。
- 1861年（文久元年） - この年を基準に創立年数が数えられている。
  - 8月6日 - 養生所が完成。
    - 教頭をポンペ、頭取を松本良順が務める。
    - 様式8病室、124床、手術室・隔離室・浴室・調理室を持ち、別棟に講義室と寄宿舎を備える日本初の近代的西洋式病院であった。

  - 8月16日 - 養生所開所式と医学所開所式を挙行。
  - 8月17日 - 診療を開始。
- 1865年（慶応元年）4月 - 奉行服部長門守が養生所を精得館（せいとくかん）と改称。医学所をその附属機関とする。

### 明治
- 1868年（明治元年）10月17日 - 長崎府医学校ならびに病院と改称。
  - 校長を長与専斎が、教頭をマンスフェルトが務める。
  - 大学・小学の2科を設置し、医学校規則・病院規則・薬局掟等を制定。
- 1869年（明治2年）7月9日 - 長崎府から長崎県への改称に伴い、長崎県病院医学校と改称。
- 1870年（明治3年）2月28日 - 長崎県病院医学校が大学所管となる。
- 1871年（明治4年）
  - 11月14日 - 長崎県病院が文部省所管となる。
  - 12月 - 長崎県病院・長崎医学校と改称。
- 1872年（明治5年）8月18日 - 長崎医学校が第六大学区医学校と改称。
- 1873年（明治6年）4月10日 - 学区変更に伴い、第五大学区医学校と改称。
- 1874年（明治7年）
  - 5月 - 第五大学区医学校が長崎医学校に改称。
  - 10月12日 - 征台の役に際し、長崎病院を公兵員病院とするために長崎医学校を廃止。学生は東京医学校に転学。
  - 11月1日 - 長崎医学校の廃止に伴い、蕃地[注釈 4]事務（支）局病院となる。
    - 征台軍の疾病兵は長崎に運ばれ、蕃地事務（支）局病院に収容された。
- 1875年（明治8年）
  - 4月31日 - 征台の役の終結に伴い、蕃地事務（支）局病院が長崎県の所管となり、長崎病院に改称。
  - 5月14日 - 院長に吉田健康が就任。
    - この頃から長崎医学再興の議論が起こり、3年間政府の補助を受けることが決定される。
- 1877年（明治10年）12月10日 - 長崎病院医学場から長崎医学校への改称が許可される。
- 1878年（明治11年）1月8日 - 長崎病院医学場が長崎医学校に改称。吉田健康院長が校長を兼務。
- 1882年（明治15年）5月27日 - 医学校通則制定により、長崎医学校は甲種長崎医学校（普通の医学科を教授する学校）となる。
- 1887年（明治20年）- 長崎県立長崎病院と改称。
- 1888年（明治21年）4月10日 - 長崎医学校が廃止され、第五高等中学校医学部に改称。
- 1891年（明治24年）9月11日 - 第五高等中学校医学部医学科・薬学科が小島から西彼杵郡浦上山里村（現在地）に移転。小島に分教室[注釈 5]と病院は残る。
- 1901年（明治34年）
  - 3月31日 - 第五高等中学校の医学部が独立し、官立長崎医学専門学校となる。
  - 12月 - 浦上山里村に本部・薬局・診療所が完成。
- 1902年（明治35年）4月 - 浦上山里村（現在地）に移転し、長崎県立長崎病院開院式を挙行。

### 大正

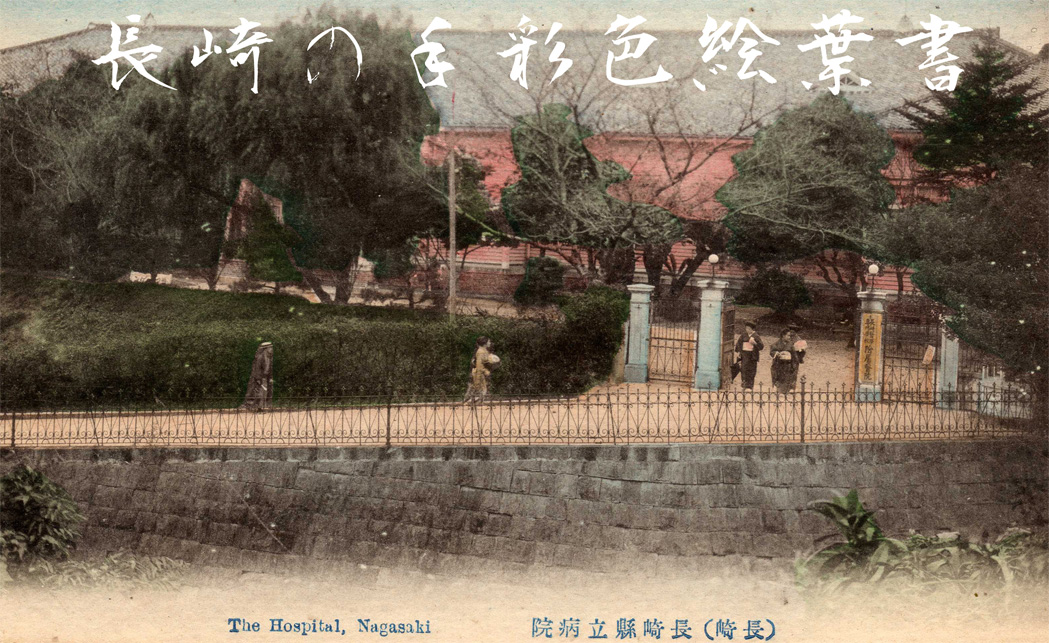
大正期の長崎医学専門学校附属医院

- 1922年（大正11年） 4月1日 - 県立長崎病院の敷地・建物の一切を国へ移管し、 官立長崎医学専門学校附属医院と改称。
- 1923年（大正12年）3月31日 - 長崎医学専門学校の廃止、長崎医科大学新設に伴い、長崎医科大学附属医院と改称。

### 昭和
- 1945年（昭和20年）

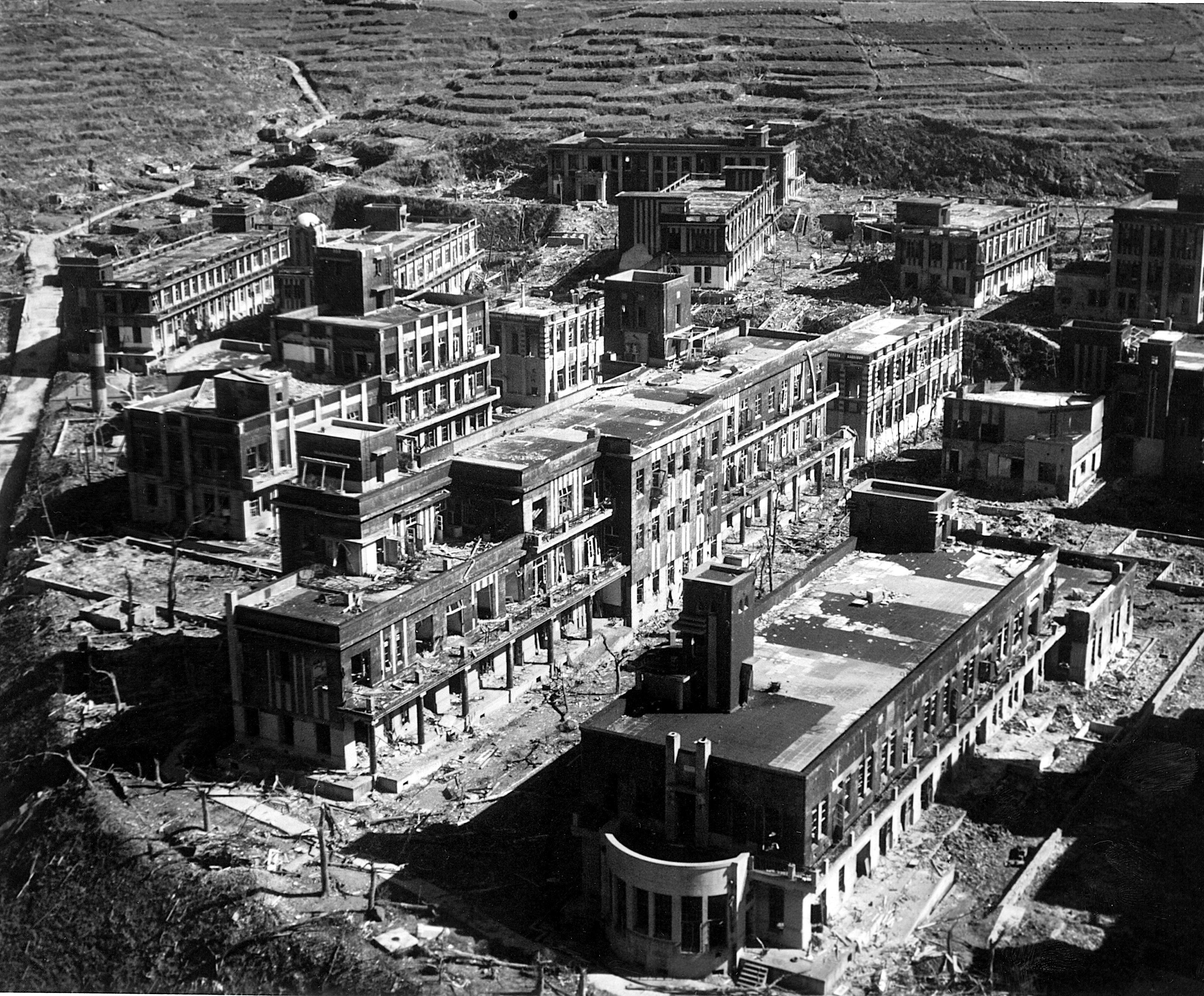
被爆直後の長崎医科大学附属病院

  - 8月9日 - 長崎市へ原爆が投下され、医科大学・附属病院ともに甚大な被害を受けたため、浦上での教育・診療・治療が困難となる。
  - 8月被爆直後
    - 長崎医科大学本部と附属病院が立山の長崎商工会議所内に一時設置され、新興善国民学校[注釈 6]を仮収容所として患者診療を開始。

  - 9月 - 長崎経済専門学校（現 長崎大学経済学部）校舎内に大学本部と附属医院事務部が移転。
  - 9月27日 - 教官・学生の中の数十名が元大村海軍病院に集まり、入院患者の診療に従事。
  - 10月6日 - 新興善救護病院が長崎医科大学附属病院となり、調来助教授が院長に就任。
  - 11月上旬 - 長崎医科大学本部が長崎経済専門学校から新興善国民学校に移転。
- 1946年（昭和21年）
  - 2月9日 - 新興善国民学校（児童数495名）が校舎を長崎医科大学附属病院に引き渡し、晧台寺に移転する。
  - 4月 - 長崎医科大学本部・附属医院・附属医学専門部が諫早市永昌町の元佐世保海軍病院諫早分院に移転。
  - 4月14日 - GHQ軍政官サムサ大佐が古屋野学長に対し、元大村海軍病院を厚生省に移管するよう伝達し、15日間のうちに諫早市に移るよう命令。
  - 5月 - 元大村海軍病院での講義・診療を中止。
  - 新興善国民学校を附属第一医院、元佐世保海軍病院諫早分院を附属第二医院として診療開始。
- 1949年（昭和24年）
  - 5月31日 - 国立学校設置法の公布により、長崎大学が誕生。長崎医科大学は長崎大学医学部・長崎大学長崎医科大学となる。
  - 6月22日 - 長崎大学医学部附属病院と改称。
- 1950年（昭和25年）
  - 5月 - 長崎大学薬学部[注釈 7]が諫早から長崎に移転。最初は経済学部校舎内に移転し、同年12月に昭和町校舎（現 附属小学校）に移転。
  - 10月2日
    - 長崎大学医学部附属病院事務部および臨床各数室（附属病院各科）が10月6日までの4日間に、新興善小学校校舎から6年ぶりに浦上の旧構内（現在地）に復帰。
    - 新興善小学校には附属外来診療所を残すこととなった。

  - 10月20日 - 長崎大学本部が諫早から新興善小学校の附属外来診療所の一部に移転。
- 1951年（昭和26年）
  - 第二医院を医学部附属病院諫早分院と改称。
  - 12月25日 - 新興善小学校（興善町15番地）にあった長崎大学本部と附属外来診療所が興善町35番地へ移転し、新興善小学校が復帰。
- 1955年（昭和30年）10月24日 - 長崎大学本部が興善町から大橋町（現 文教キャンパス）に移転。
- 1958年（昭和33年）
  - 3月 - 諫早分院を閉鎖
  - 6月2日 - 興善町の外来診療所が本館（浦上）に復帰。（本館の外来診療棟が完成したため）
- 1961年（昭和36年）12月3日 - 長崎大学医学部附属病院創立100周年記念式典を挙行。
- 1980年（昭和55年）4月 - 長崎大学に歯学部が新設。
- 1982年（昭和57年）4月17日 - 医学部附属病院敷地内に長崎大学歯学部附属病院を設置。[注釈 8]。

### 平成
- 2003年（平成15年） - 医学部附属病院と歯学部附属病院を統合、長崎大学医学部・歯学部附属病院と改称。
- 2004年（平成16年） - 国立大学法人化。
- 2009年（平成21年）4月1日 - 長崎大学病院（現在名）と改称。
- 2010年（平成22年）4月1日 - 救命救急センターを設置[広報 1]
- 2015年（平成27年）8月26日 - 原子力災害時の被曝医療の中心になる「高度被ばく医療支援センター」に指定[2]。
- 2016年（平成28年）4月1日 - 「高度被ばく医療支援センター」と「原子力災害医療・総合支援センター」を設置。
- 2018年（平成30年）4月1日 - 救命救急センターを高度救命救急センターに改編。

## 診察科
- 呼吸器内科
- 血液内科
- 消化器内科
- 麻酔科
- 呼吸器外科
- 消化器外科
- 神経内科
- 膠原病・リウマチ科
- 内分泌・代謝内科
- 皮膚科
- 泌尿器科
- 腎臓内科
- 循環器内科
- 心臓血管外科
- 整形外科
- 形成外科
- 乳腺・内分泌外科
- 眼科
- 脳神経外科
- 耳鼻咽喉科
- 放射線科
- 小児科
- 小児外科
- 産科婦人科
- 精神神経科
- 救急科
- 矯正歯科
- 予防歯科
- 小児歯科
- 歯科放射線科
- 歯科麻酔科
- 口腔外科など

## 関連施設など
- 長崎大学病院 あじさい保育園

## 医療機関の指定等
- 救命救急センター
- 特定機能病院
- 災害拠点病院
- 基幹型認知症疾患医療センター
- ISO9001[1]
- 日本顎顔面インプラント学会認定研修施設[広報 2]
- 日本障害者歯科学会 臨床経験施設[広報 3]
- 日本医療薬学会認定がん専門薬剤師研修施設[広報 4]
- （歯科系診療部門虫歯治療室）日本歯内療法学会認定研修施設[広報 5]
- （歯周病治療室）日本歯周病学会研修施設[広報 6]
- （矯正歯科室）日本矯正歯科学会臨床研修機関指定施設[広報 7]
- （口腔顎顔面外科/顎・口腔再生外科室）日本口腔外科学会研修施設[広報 8]
- （口腔顎顔面外科）日本口腔腫瘍学会研修施設[広報 9]
- （口腔顎顔面インプラントセンター）日本口腔インプラント学会指定研修施設[広報 10]
- 公益財団法人日本医療機能評価機構認定病院[3]

## 不祥事
職員自殺
2015年3月、長崎地方裁判所は2009年4月に過労とパワハラによって自殺した職員の労働災害給付金を遺族に支払うよう、労働基準監督署に命じた。

## 交通アクセス
- JR九州長崎本線浦上駅より徒歩約10分（大学病院玄関前・歯学部玄関前行きバス「元気くん」も利用可能）。
- 長崎電気軌道大学病院電停または原爆資料館電停より徒歩約8分。
- 長崎バス8番系統下大橋行き「大学病院前」バス停より徒歩約1分。
- 2008年9月より、大橋とココウォーク茂里町バスセンターより病院玄関前まで直接乗り入れるバス「元気くん」が運行されている。現在は住吉からも「元気くん」が運行されており、北部方面からのアクセスもしやすくなった。
- この他、長崎北郵便局の脇から患者送迎用の無料シャトルバス「すこやかさん」も出ている。